# Bellan Roos
Tyra Isabella Roos (født 25. maj 1901, død 8. april 1990) var en svensk skuespillerinde, der medvirkede i mere end 70 film og tv-serier mellem 1933 og 1979.

## Udvalgt filmografi
- En nat på Smygeholm (1933, ukrediteret)
- Moderne ungdom (1935, ukrediteret)
- Kongen kommer (1936, ukrediteret)
- Helene skal giftes (1936, ukrediteret)
- Mig og min chauffør (1940)
- Den glade bager (1941)
- Styrmand på eventyr (1942)
- Jeg er kun ild og luft (1944)
- Stakkels lille Sven (1947, ukrediteret)
- Poppe på sjov (1949)
- Min søster og jeg (1950, ukrediteret)
- Frøknens første barn (1950, ukrediteret)
- Madam Anderssons Kalle (1950)
- Farbror Sven (1953, ukrediteret)
- Den syvende himmel (1956)
- Johan på Stengården (1956)
- På viften i storbyen (1957)
- Mannequin i rødt (1958, ukrediteret)
- Hugo og Josefine (1967, ukrediteret)
- En håndfuld kærlighed (1974)
- Ungkarlshotellet (1975)
- Manden på taget (1976)